# Отмар Шпан
Отмар Шпан (на немски: Othmar Spann) е австрийски философ и икономист.
Роден е на 1 октомври 1878 година във Виена в семейството на индустриалец. През 1903 година завършва политически науки в Тюбингенския университет. Работи като икономист, от 1907 година преподава във Висшето техническо училище в Брюн, сътрудничи на австрийската статистическа служба. Участва в Първата световна война като младши офицер и е ранен на Източния фронт. От 1919 година преподава във Виенския университет. Има крайни антилиберални и антисоциалистически възгледи и, по думите на Карл Полани, създава първата консистентна политическа философия на фашизма. Въпреки възгледите си и членството си в Германската националсоциалистическа работническа партия още от 1930 година, след Аншлуса от 1938 година изпада в немилост и е отстранен от университета, където не успява да се върне и след Втората световна война.
Отмар Шпан умира на 8 юли 1950 година в Нойщифт бай Шлайнинг, днес част от Мариасдорф.